# Ratibida mexicana
Ratibida mexicana là một loài thực vật có hoa trong họ Cúc. Loài này được (S.Watson) W.M.Sharp miêu tả khoa học đầu tiên năm 1935.